# Varium et mutabile semper femina
Varium et mutabile semper femina és una locució llatina que surt de l'Eneida de Virgili. N'existeixen diverses variants que insinuen el prejudici: «la dona sempre és una cosa inconstant i mudadissa».

## Origen i variants
En la gramàtica llatina clàssica, la frase que surt de l'Eneida de Virgili està citada com un exemple de la combinacíó d'un predicat neutre (varium et mutabile) amb un subjecte femení (femina), que significa «la dona és una cosa inconstant» i no la dona és inconstant. Isidor de Sevilla va escriure «Nam varium et mutabile est testimonium semper femina producit» ('El testimoniatge que una dona produeix sempre és inconstant i mudadís'). El poeta neerlandès Joost van den Vondel va traduir la frase clàssica per "Una femella sempre és frívola i voluble" i el poeta Ben Hoogland va respondre: «Què voldries provar amb tal crit?».
En l'òpera Rigoletto de Giuseppe Verdi, el libretto de Francesco Maria Piave s'escriu: La donna è mobile, Qual piuma al vento, Muta d'accento — e di pensiero (italià) ('La dona és inconstant, com una ploma al vent, canvia d'accent, i de pensament').